# Bergeggi
Bergeggi (ligur nyelven Berzezzi) település Olaszországban, Liguria régióban, Savona megyében. Lakosainak száma 1053 fő (2023. január 1.). Bergeggi Spotorno és Vado Ligure községekkel határos.

## Népesség
A település népességének változása:
| Lakosok száma | 1122 | 1105 | 1053 |
|               | 2017 | 2018 | 2023 |